# Гельмут Грім
Гельмут Грім (нім. Helmut Griem; *6 квітня 1932, Гамбург — †19 грудня 2004, Мюнхен) — німецький актор театру і кіно.

## Біографія
Гельмут Грім народився 6 квітня 1932 у західнонімецькому місті Гамбург. Після закінчення Другої світової війни розпочав акторську кар'єру у літературному кафе «Бухфінкен», у 1960-61 почав зніматися в кіно, і вже у 1969 набув міжнародної слави після ролі гауптштурмфюрера СС Ашенбаха у фільмі режисера Лукіно Вісконті «Загибель богів» (La Caduta degli dei) (у англомовному варіанті кінострічка має назву «Проклятий» («The Damned»)). Завдяки цій ролі, а також світовій славі, якої згодом набув фільм, Гельмут Грім став потенційно перспективним актором, однак деякий час його запрошували здебільшого на ролі фашистів. У 1972 актора помітили у Голлівуді та запросили на одну з головних ролей — розпусного аристократа Максиміліана фон Хойне — у фільмі режисера Боба Фосса «Кабаре». В цьому ж році Грім зіграв барона Дюркхайма у кінострічці Лукіно Вісконті «Людвіг», у якій показано життя короля Баварії Людвіга ІІ, після цього також знявся у фільмі режисера Фолькера Шльондорфа «Мораль Рут Хальбфасс» (Die Moral der Ruth Halbfass).
З середини 1980-х Гельмут Грім став частіше зніматися на телебаченні та грати в театрі. У 1986 зіграв роль князя Александра Мєньшикова у мінісеріалі «Петро Великий» (Peter the Great), що відображає життя російського імператора Петра І. У 1988 знявся в екранізації «Фауста» Й.-В. Гете, а у 1990 — у телевізійному фільмі «Змова проти Гітлера» (The Plot to Kill Hitler) у ролі фельдмаршала Ервіна Роммеля.
19 листопада 2004 Гельмут Грім помер у мюнхенській лікарні у віці 72 років. Похований на цвинтарі Ольсдорфер Фрідхоф (Ohlsdorfer Friedhof) (Гамбург).

## Кінострічки
- Die Brüder («Брат») (телевізійний фільм, 1958)
- Der zerbrochene Krug (телевізійний фільм, 1959)
- Fabrik der Offiziere («Фабрика офіцерів») (1960)
- Bis zum Ende aller Tage (1961)
- Barbara — Wild wie das Meer (1961)
- Der Traum von Lieschen Müller (1961)
- Oggi a Berlino (1962)
- À cause, à cause d'une femme («Через, через жінку») (1963)
- Sessel am Kamin (телевізійний фільм, 1963)
- Maria Magdalena (телевізійний фільм, 1963)
- Don Carlos — Infant von Spanien (телевізійний фільм, 1963)
- Die Sanfte (телевізійний фільм, 1964)
- Christinas Heimreise (телевізійний фільм, 1965)
- Antigone («Антігона») (1965)
- Die Ballade von Peckham Rye (TV movie) («Балада про Пекхама Рая») (телевізійний фільм, 1966)
- Liebe für Liebe («Кохання для кохання») (телевізійний фільм, 1967)
- Blick von der Brücke (телевізійний фільм, 1967)
- Bel Ami (телевізійний фільм, 1968)
- La caduta degli dei (Götterdämmmerung) («Загибель богів») (1969)
- The McKenzie Break («Прорив Маккензі») (1970)
- Peter und der Wolf («Пітер та Вовк») (телевізійний короткометражний фільм, 1970)
- Cabaret («Кабаре») (1972)
- Die Moral der Ruth Halbfass («Мораль Рут Гальбфасс») (1972)
- Ludwig (1972)
- Children of Rage («Діти гніву») (1975)
- Es fängt ganz harmlos an (телевізійний фільм, 1975)
- Ansichten eines Clowns (1976)
- Il deserto dei tartari («Пустеля Тартарі») (1976)
- Voyage of the Damned («Подорож проклятих») (1976)
- Die gläserne Zelle («Скляна клітка») (1978)
- Mannen i skuggan (1978)
- Les rendez-vous d'Anna (1978)
- Steiner — Das Eiserne Kreuz, 2. Teil («Залізний хрест-2») (1979)
- Die Hamburger Krankheit («Гамбурзька хвороба») (1979)
- Tales of the Unexpected («Неочікувані розповіді») (телевізійний фільм, 1980)
- Kaltgestellt (1980)
- Berlin Alexanderplatz (1980)
- Malou (1981)
- Stachel im Fleisch (1981)
- Versuchung (телевізійний фільм, 1982)
- Der Zauberberg (1982)
- La trappola originale (телевізійний фільм, 1982)
- Les affinités électives (телевізійний фільм, 1982)
- La passante du Sans-Souci (1982)
- The Devil's Lieutenant («Заступник Диявола») (телевізійний фільм, 1984)
- Peter the Great («Петро Великий») (телевізійний мінісеріал, 1986)
- Caspar David Friedrich — Grenzen der Zeit (1986)
- The Second Victory («Друга перемога») (1987)
- Faust — Vom Himmel durch die Welt zur Hölle (1988)
- Hard Days, Hard Nights («Важкі дні, важкі ночі») (1989)
- A proposito di quella strana ragazza (1989)
- Landläufiger Tod (телевізійний фільм, 1990)
- The Plot to Kill Hitler («Змова проти Гітлера») (телевізійний фільм, 1990)
- Shooting Stars («Зірки, що стріляють») (1990)
- Extralarge: Black Magic («Чорна магія») (телевізійний фільм, 1992)
- Verlassen Sie bitte Ihren Mann! (1993)
- Missus (телевізійний фільм, 1993)
- Charlemagne, le prince à cheval (телевізійний мінісеріал, 1993)
- Endloser Abschied (телевізійний фільм, 1994)
- 1945 (телевізійний фільм, 1994)
- Brennendes Herz (1995)
- Die Grube (телевізійний фільм, 1995)
- Der gefälschte Sommer (телевізійний фільм, 1996)
- The Lost Daughter («Донька, яку втрачено») (телевізійний фільм, 1997)
- Anwalt Abel (телевізійний серіал, 1997)
- Koerbers Akte: Tödliches Ultimatum (телевізійний фільм, 1997)
- Die Stunde des Löwen (телевізійний фільм, 1999)
- Der letzte Zeuge (телевізійний серіал, 2000)
- Der Mörder in dir (телевізійний фільм, 2000)
- Das Traumschiff (телевізійний серіал, 2000)
- Amokfahrt zum Pazifik (телевізійний фільм, 2001)
- Piccolo mondo antico (телевізійний фільм, 2001)
- Lourdes (телевізійний фільм, 2001)
- SK Kölsch (телевізійний серіал, 2002)
- Liebe, Lügen, Leidenschaften (телевізійний серіал, 2003)
- Liebe auf Bewährung (телевізійний фільм, 2004)

### Участь у кінофільмах
- Deutschland im Herbst («Німеччина восени») (документальний фільм, 1978)